# Meta Catania Calcio a 5 2021-2022
La voce raccoglie i dati riguardanti la Meta Catania Calcio a 5, squadra di calcio a 5 militante in serie A, nelle competizioni ufficiali del 2021-2022.

## Trasferimenti

### Sessione estiva
| Enrico Ricordi       | Acqua e Sapone (fine prestito) |
| Constantino Vaporaki | Peñíscola                      |
| Jorge Matamoros      | Burela                         |
| Tiago Cruz           | Belenenses                     |
| Benjamin Tušar       | Città di Cosenza               |
| Gonzalo Galán        | Mouvaux-Lille                  |
| Francisco Taliercio  | Aniene                         |
| Jordi Campoy         | Jaén                           |
| Sebastiano Tornatore | Melilli                        |

| Enrico Ricordi     | Mantova                        |
| Fabinho            | Mantova                        |
| Francesco Mambella | Acqua e Sapone (fine prestito) |
| Josip Suton        | CAME Treviso                   |
| Venâncio Baldasso  | Torpedo NN                     |
| Josiko             | L84                            |
| Marko Kuraja       | Real San Giuseppe              |
| Thomas Baisel      | Pola                           |

### Sessione invernale
| Javier Alonso | S10 Saragozza |

| Benjamin Tušar | Arzignano |

## Prima squadra
| N° | Naz.                  | Ruolo | Sportivo             | Anno       |  |  |
| -- | --------------------- | ----- | -------------------- | ---------- |  |  |
| 1  | Italia (bandiera)     | POR   | Lorenzo Manservigi   | 25.06.2002 |  |  |
| 3  | Italia (bandiera)     | LAT   | Giovanni Messina     | 07.06.1994 |  |  |
| 4  | Brasile (bandiera)    | PIV   | Italo Rossetti       | 24.09.1992 |  |  |
| 5  | Italia (bandiera)     | DIF   | Maurizio Silvestri   | 17.11.1999 |  |  |
| 7  | Spagna (bandiera)     | LAT   | Javier Alonso        | 28.03.1993 |  |  |
| 7  | Spagna (bandiera)     | LAT   | Benjamin Tušar       | 14.05.1997 |  |  |
| 8  | Slovenia (bandiera)   | LAT   | Jordi Campoy         | 29.07.1987 |  |  |
| 10 | Argentina (bandiera)  | LAT   | Constantino Vaporaki | 06.01.1990 |  |  |
| 11 | Italia (bandiera)     | LAT   | Gianluca Baio        | 08.10.2002 |  |  |
| 12 | Italia (bandiera)     | POR   | Sebastiano Tornatore | 28.05.1993 |  |  |
| 14 | Spagna (bandiera)     | LAT   | Jorge Matamoros      | 07.11.1984 |  |  |
| 17 | Italia (bandiera)     | LAT   | Marco Marletta       | 16.11.1997 |  |  |
| 18 | Spagna (bandiera)     | LAT   | Gonzalo Galán        | 31.01.1992 |  |  |
| 20 | Portogallo (bandiera) | LAT   | Tiago Cruz           | 05.07.1995 |  |  |
| 22 | Italia (bandiera)     | UNI   | Carmelo Musumeci     | 17.12.1991 |  |  |
| 23 | Italia (bandiera)     | POR   | Daniele Dovara       | 13.02.1999 |  |  |
| 25 | Argentina (bandiera)  | LAT   | Francisco Taliercio  | 02.03.1990 |  |  |
| 86 | Italia (bandiera)     | LAT   | Antonio Licandri     | 30.06.2002 |  |  |

## Under-19
| N° | Naz.              | Ruolo | Sportivo             | Anno       |  |  |
| -- | ----------------- | ----- | -------------------- | ---------- |  |  |
| 1  | Italia (bandiera) | POR   | Giuseppe Speranza    | --.--.---- |  |  |
| 5  | Italia (bandiera) | LAT   | Samuele Di Conto     | 16.06.2004 |  |  |
| 11 | Italia (bandiera) | LAT   | Seby Coco            | --.--.---- |  |  |
| 11 | Italia (bandiera) | LAT   | Antonio Spina        | --.--.---- |  |  |
| 86 | Italia (bandiera) | LAT   | Marco Carbone        | --.--.---- |  |  |
| 86 | Italia (bandiera) | LAT   | Salvatore Raffagnino | 03.04.2003 |  |  |
|    | Italia (bandiera) | LAT   | Emanuele Scuderi     | 27.09.2003 |  |  |

## Risultati

### Serie A
|  | Pos. | Squadra      | Pt | G  | V  | N | P  | GF  | GS | DR |
|  | ---- | ------------ | -- | -- | -- | - | -- | --- | -- | -- |
|  | 11.  | Meta Catania | 37 | 30 | 10 | 7 | 13 | 100 | 96 | +4 |